# Riet-klasse
De riet-klasse (Phragmitetea) is een klasse van syntaxa die verlandingsvegetatie en rietlanden omvat met een hoge productie van biomassa. De begroeiingen zijn over het algemeen tamelijk soortenarm.

## Naamgeving en codering
| Phragmito-Magnocaricetea Klika in Klika & Novák 1941 |

- Syntaxoncode voor Nederland (rVvN): r08

De wetenschappelijke naam Phragmitetea is afgeleid van de botanische naam van gewoon riet (Phragmites australis), de belangrijkste kensoort van de klasse.

## Onderliggende syntaxa in Nederland en Vlaanderen
De riet-klasse wordt in Nederland en Vlaanderen vertegenwoordigd door twee orden. Daarnaast worden er alhier binnen de klasse 21 rompgemeenschappen onderscheiden.
- - vlotgras-orde (Nasturtio-Glycerietalia)
    - vlotgras-verbond (Sparganio-Glycerion)
      - lidsteng-associatie (Eleocharito palustris-Hippuridetum)
      - associatie van blauwe waterereprijs en waterpeper (Polygono-Veronicetum annagallidis-aquaticae)
      - associatie van groot moerasscherm (Apietum nodiflori)
      - associatie van stomp vlotgras (Glycerietum plicatae)

    - watertorkruid-verbond (Oenanthion aquaticae)
      - watertorkruid-associatie (Rorippo-Oenanthetum)
      - associatie van egelskop en pijlkruid (Sagittario-Sparganietum)

  - riet-orde (Phragmitetalia)
    - waterscheerling-verbond (Cicution virosae)
      - associatie van slangenwortel en waterscheerling (Cicuto-Calletum)
      - associatie van waterscheerling en hoge cyperzegge (Cicuto-Caricetum pseudocyperi)

    - riet-verbond (Phragmition)
      - mattenbies-associatie (Scirpetum lacustris)
      - associatie van ruwe bies (Scirpetum tabernaemontani)
      - associatie van heen en grote waterweegbree (Alismato-Scirpetum maritimi)
      - riet-associatie (Typho-Phragmitetum)

    - verbond van scherpe zegge (Caricion gracilis)
      - oeverzegge-associatie (Caricetum ripariae)
      - associatie van scherpe zegge (Caricetum gracilis)
      - blaaszegge-associatie (Caricetum vesicariae)
      - associatie van noordse zegge (Lysimachio-Caricetum aquatilis)

    - verbond van stijve zegge (Caricion elatae)
      - galigaan-associatie (Cladietum marisci)
      - pluimzegge-associatie (Caricetum paniculatae)
      - associatie van stijve zegge (Caricetum elatae)

- rompgemeenschap met zwanenbloem en gewone waterbies (RG Butomus umbellatus-Eleocharis palustris-[Oenanthion aquaticae])
- rompgemeenschap met slanke waterkers (RG Nasturtium microphyllum-[Nasturtio-Glycerietalia])
- rompgemeenschap met mannagras (RG Glyceria fluitans-[Nasturtio-Glycerietalia])
- rompgemeenschap met holpijp (RG Equisetum fluviatile-[Phragmitetalia])
- rompgemeenschap met moeraszegge (RG Carex acutiformis-[Phragmitetalia])
- rompgemeenschap met rietgras (RG Phalaris arundinacea-[Phragmitetalia])
- rompgemeenschap met paddenrus en moeraswederik (RG Juncus subnodulosus-Lysimachia thyrsiflora-[Phragmitetalia/Caricion lasiocarpae])
- rompgemeenschap met liesgras (RG Glyceria maxima-[Phragmitetea])
- rompgemeenschap met grote lisdodde (RG Typha latifolia-[Phragmitetea])
- rompgemeenschap met naaldwaterbies (RG Eleocharis acicularis-[Phragmitetea])
- rompgemeenschap met grote egelskop (RG Sparganium erectum-[Phragmitetea])
- rompgemeenschap met gele lis (RG Iris pseudacorus-[Phragmitetea])
- rompgemeenschap met kalmoes (RG Acorus calamus-[Phragmitetea])
- rompgemeenschap met kleine watereppe (RG Berula erecta-[Phragmitetea])
- rompgemeenschap met tweerijige zegge  (RG Carex disticha-[Phragmitetea])
- rompgemeenschap met zwanenbloem en waterpest (RG Butomus umbellatus-Elodea nuttallii-[Phragmitetea/Potametea])
- rompgemeenschap met riet en haakveenmos (RG Phragmites australis-Sphagnum squarrosum-[Phragmitetea])
- rompgemeenschap met waterpunge en riet (RG Samolus valerandi-[Phragmitetea])
- rompgemeenschap met grote kattenstaart (RG Lythrum salicaria-[Phragmitetea/Convolvulo-Filipenduletea])
- rompgemeenschap met grote wederik en riet (RG Lysimachia vulgaris-Phragmites australis-[Phragmitetea/Convolvulo-Filipenduletea])

## Vegetatiezonering
In de vegetatiezonering vormt de vegetatie uit de riet-klasse vaak contactgemeenschappen met vegetatie uit de klasse van natte strooiselruigten, de fonteinkruiden-klasse, de eendenkroos-klasse, de klasse van wilgenbroekstruwelen of de klasse van wilgenvloedbossen en -struwelen.

## Mycoflora
De gemeenschappen van de riet-klasse vormen een belangrijk habitat van honderden soorten schimmels die zijn aangewezen op deze klasse of een specifiek syntaxon uit deze klasse. Zo zijn er bijvoorbeeld veel Mollisia-soorten die alleen voorkomen in de rietlanden en grote zeggenmoerassen.

## Fotogalerij

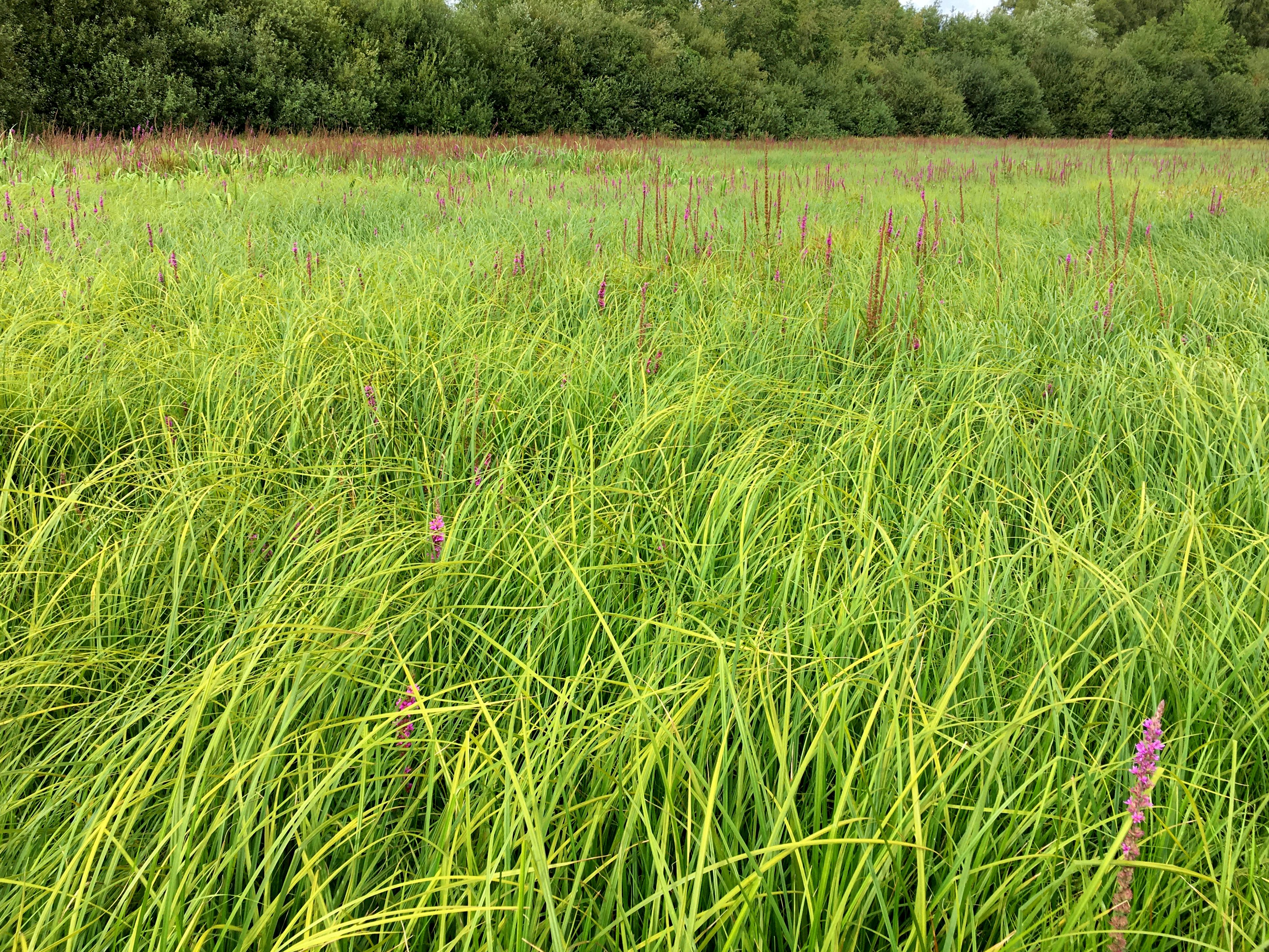
Een zomeraspect van de associatie van scherpe zegge
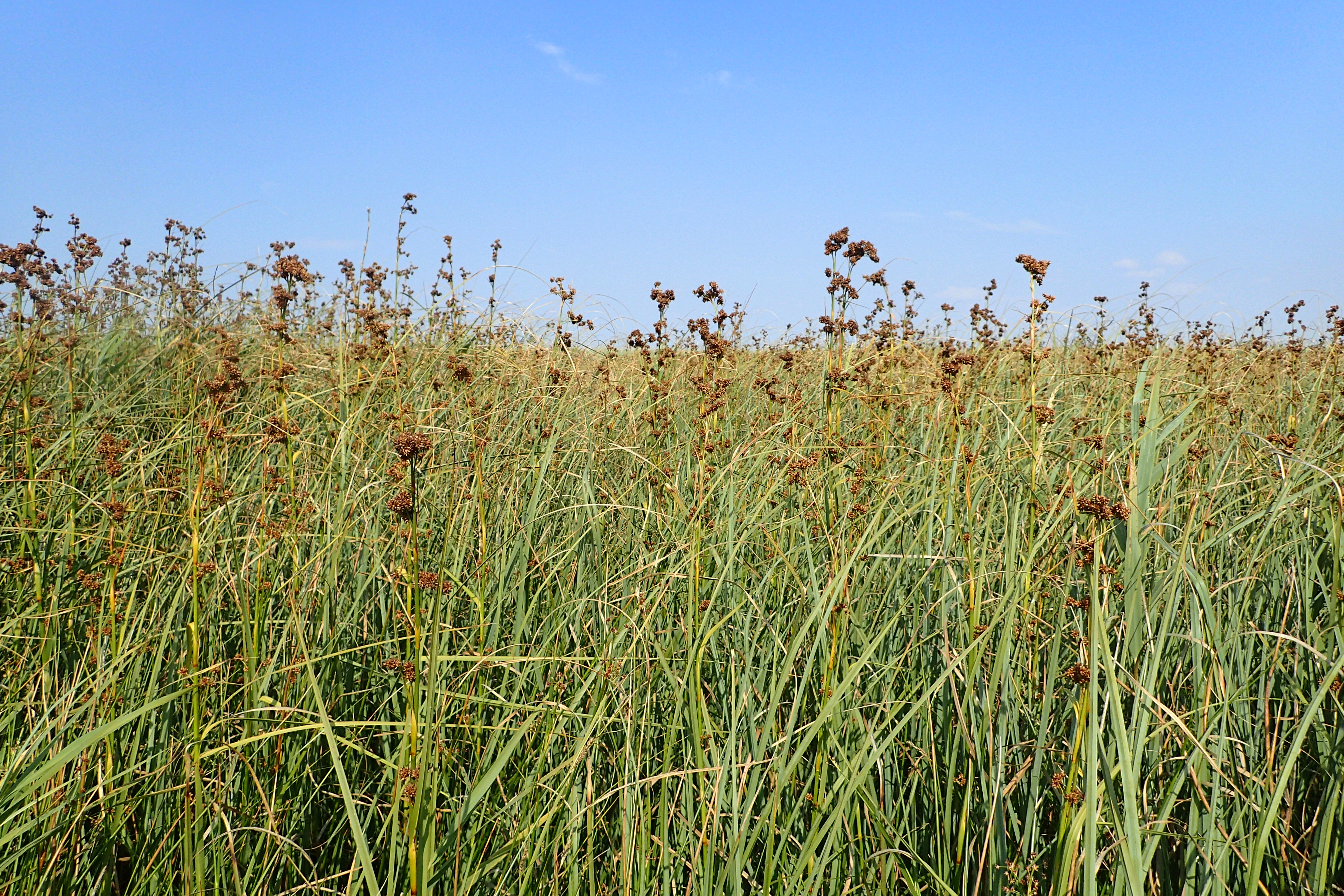
Galigaan-associatie
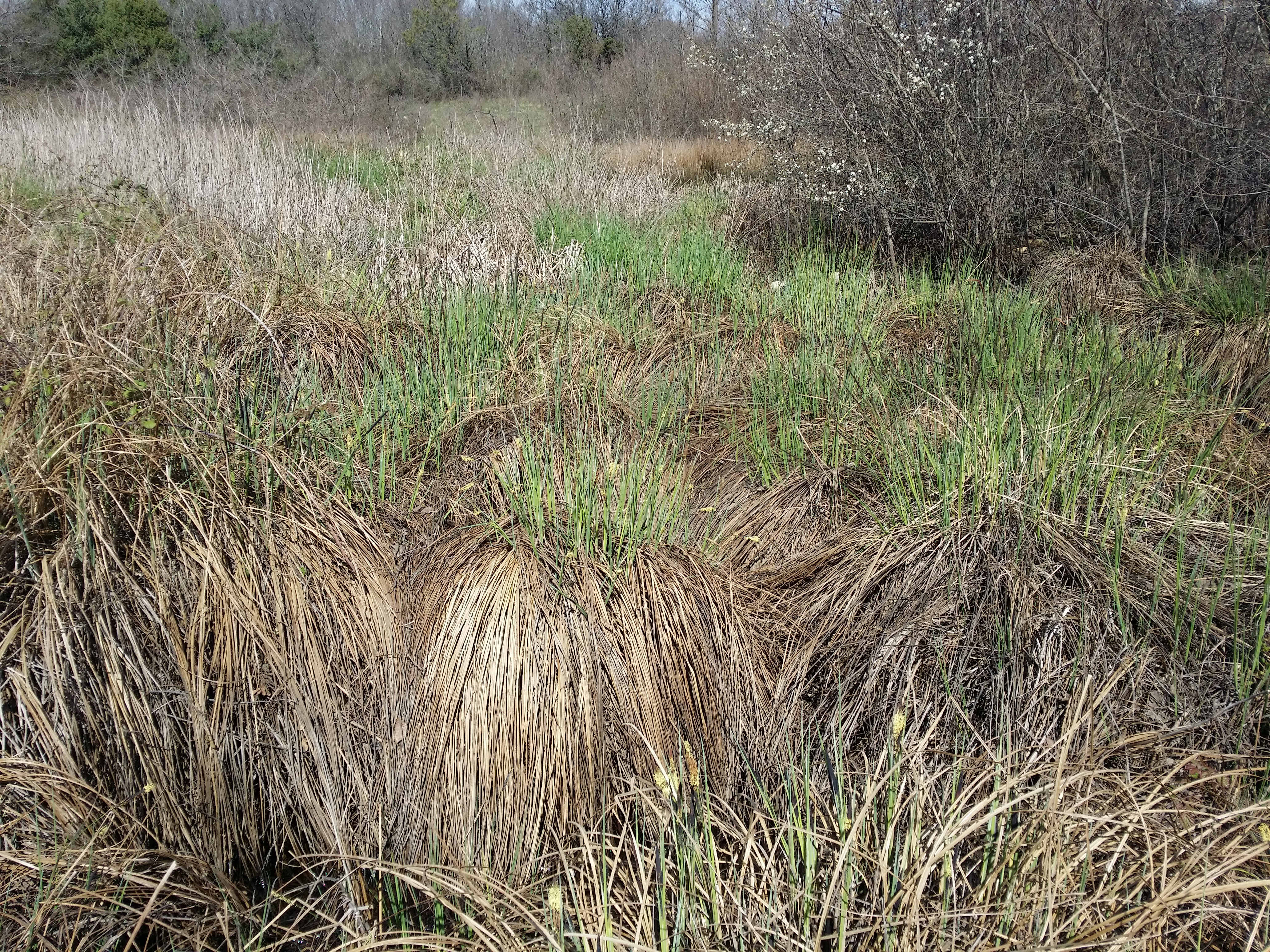
Vroeg voorjaarsaspect van de associatie van stijve zegge